# Eduarda Braum
Eduarda Braum, née le 25 avril 2001 à Afonso Cláudio, est un mannequin et reine de beauté brésilienne, élue Miss Supranational 2025 (en).
Auparavant, Braum a remporté le titre de Miss Brésil 2021, atteignant le top 10 et Miss Supranational Brésil 2025.

## Concours de beauté
Braum a commencé sa carrière dans les concours de beauté en remportant le titre de Miss Univers Espirito Santo 2021 et en participant à Miss Brésil 2021, se classant parmi les 10 meilleures.
Le 4 avril 2025, Braum a représenté Espirito Santo à Miss Supranational Brésil 2025, où elle a remporté le titre et a été remplacée par Isadora Murta (pt).
Le 27 juin 2025, Braum a représenté le Brésil à Miss Supranational 2025 (en) en Pologne, où elle a remporté le titre et a été remplacée par Harashta Haifa Zahra d'Indonésie.